# Szurguti nemzetközi repülőtér
A Szurguti nemzetközi repülőtér (IATA: SGC, ICAO: USRR) (orosz nyelven: Международный Аэропорт Сургут) nemzetközi repülőtér Oroszországban, amely Szurgut közelében található. Éves utasforgalma 1 752 278 fő (2018).

## Futópályák
A repülőtér futópályái:
- 07/25

## Forgalom
Az utasforgalom az elmúlt években az alábbi módon változott:
| Utasok száma | 1 001 882 | 925 202 | 1 201 468 | 1 167 640 | 1 358 983 | 1 432 097 | 1 721 044 | 1 752 278 | 1 297 578 | 1 843 224 |
|              | 2008      | 2009    | 2011      | 2012      | 2014      | 2015      | 2017      | 2018      | 2020      | 2021      |

## Légitársaságok és úticélok
| Légitársaság         | Célállomások |
| -------------------- | --- |
| Aeroflot             | Moscow–Sheremetyevo |
| Angara Airlines      | Novosibrsk, Tomsk |
| Avia Traffic Company | Bishkek, Osh |
| NordStar             | Krasnoyarsk–Yemelyanovo, Tomsk |
| Pobeda               | Makhachkala, Moscow–Vnukovo |
| Rossiya Airlines     | Saint Petersburg |
| S7 Airlines          | Novosibrsk |
| Ural Airlines        | Moszkva–Domogyedovo, Ufa |
| Utair                | Baku, Beloyarsk, Irkutsk, Khujand, Krasnodar, Krasnoyarsk–Yemelyanovo, Kurgan, Moscow–Vnukovo, Nizhny Novgorod, Novosibirsk, Omsk, Perm, Saint Petersburg, Tomsk, Tyumen, Ufa, Yekaterinburg Szezonális: Anapa, Gelendzhik, Makhachkala, Minsk, Samara, Sochi, Tashkent, Yerevan |
| UVT Aero             | Bugulma, Kazan |
| Yamal Airlines       | Igarka, Tyumen |